# Сон Кан Хо
Сон Кан Хо (кор. 송강호) — південнокорейський актор.

## Біографія
Сон Кан Хо народився 17 січня 1967 року в місті Кімхе що знаходиться неподалік від Пусана. Зі шкільних років він мріяв статти актором, але так ніколи і не отримав акторської освіти. Невдовзі після закінчення коледжу, йому вдалося приєднатися до однієї з театральних труп. Прем'єра першої вистави в якій грав Кан Хо відбулася у 1991 році, практично все наступне десятиліття він виконував різноманітні ролі в театрі. У 1996 році він дебютував як актор кіно, зігравши невелику роль в драмі «День, коли свиня впала до криниці» режисера Хон Сан Су. Перші акторські нагороди принесла Кан Хо роль в гангстерському фільмі «Номер 3» 1997 року. Першою головною роллю в кар'єрі актора стала роль в комедійно-драматичному фільмі «Королівський фол». Підвищенню популярності Кан Хо сприяла роль північного корейця в трилері «Об'єднана зона безпеки». Відомим за межами батьківщини актор став завдяки головній ролі в трилері режисера Пак Чхан Ука «Співчуття панові Помсті». У 2003 році він зіграв головну роль в кримінальній драмі «Спогади про вбивство», яка принесла актору численні нагороди корейських кінопремій. Далі були головні ролі в фільмах «Президентський перукар» та «Щоденник полярної експедиції», останній, незважаючи на великий бюджет та зірковий акторський склад, став провальним в корейському прокаті. У 2006 році Кан Хо зіграв головну роль в фільмі «Вторгнення динозавра» який став надзвичайно популярним по всій Азії, та закріпив за актором статус міжнародної зірки. Далі були лише головні ролі в різножанрових як корейських так і міжнародних фільмах, практично кожна наступна роль приносила талановитому актору нові нагороди кінопремій.

### Співробітництво з Поном Чжун Хо
Починаючи з 2003 року, коли Кан Хо зіграв уперше в картині Пон Чжун Хо «Спогади про вбивство», актор зіграв головні ролі ще в декількох фільмах Чжун Хо. Всі їхні спільні фільми мали великий комерційний успіх та були схвально зустріті критиками. Остання їхня спільна робота у фільмі «Паразити», принесла обом численні нагороди як корейських так і міжнародних кінопремій. Критики ж відмічали вдале взаєморозуміння Сона та Пона на знімальному майданчику.

### Особисте життя
У 1995 році одружився з Хван Чан Сук, яка народила сина та доньку. Його син Чжун Пхьон, народжений у 1996 році, став професійним футболістом незважаючи на спротив батька. Зараз він грає в команді Сувон Самсунг Блювінгз. Молодшу доньку актора звати Чу Йон.

## Фільмографія

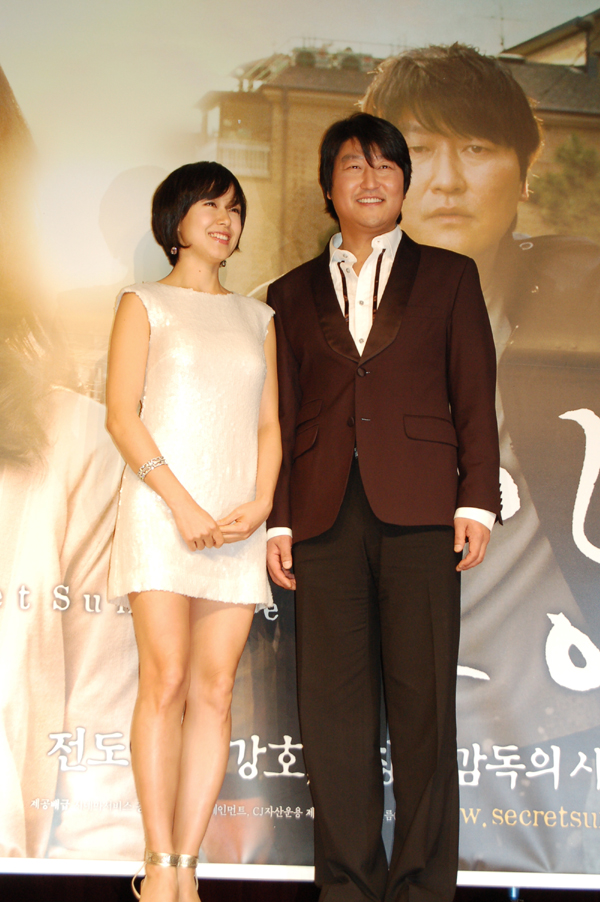
Сон Кан Хо з колегою по фільму «Таємниче сяйво»

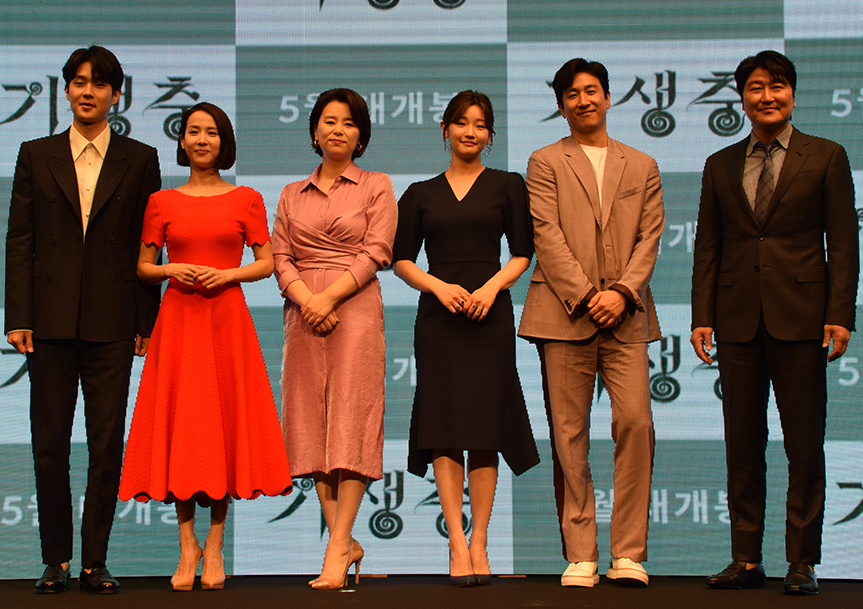
Сон Кан Хо (перший зправа) разом з колегами по фільму «Паразити»

| Рік  | Назва                                        | Роль                        |
| ---- | -------------------------------------------- | --------------------------- |
| 1996 | «День, коли свиня впала до криниці»          |                             |
| 1997 | «Зелена риба»                                | Пан Су                      |
| 1997 | «Номер 3»                                    | Чо Піль                     |
| 1997 | «Поганий фільм»                              | безхатько (камео)           |
| 1998 | «Тиха Родина»                                | Кан Йон Мін                 |
| 1999 | «Свірі»                                      | Лі Чан Гіль                 |
| 2000 | «Королівський фол»                           | Ім Де Хо                    |
| 2000 | «Об'єднана зона безпеки»                     | О Кьон Піль                 |
| 2002 | «Співчуття панові Помсті»                    | Пак Дон Чжин                |
| 2002 | «Бейсбольна команда YMCA»                    | Лі Хо Чхан                  |
| 2003 | «Спогади про вбивство»                       | Пак Ду Ман                  |
| 2004 | «Президентський перукар»                     | Сон Хан Мо                  |
| 2005 | «Щоденник полярної експедиції»               | Чхве До Хьон                |
| 2005 | «Співчуття пані Помсті»                      | камео                       |
| 2005 | «Мадагаскар»                                 | Алекс (корейський дубляж)   |
| 2006 | «Вторгнення динозавра»                       | Пак Кан Ду                  |
| 2007 | «Шоу має тривати»                            | Кан Ін Гу                   |
| 2007 | «Таємниче сяйво»                             | Кім Чон Чхан                |
| 2008 | «Хороший, Поганий, Дивний»                   | Юн Те Гу                    |
| 2009 | «Спрага»                                     | Сан Хьон                    |
| 2010 | «Таємне возз'єднання»                        | Лі Хан Гю                   |
| 2010 | «Маленький ставок»                           | поліцейський офіцер (камео) |
| 2011 | «Заднім числом»                              | Юн Ду Хун                   |
| 2012 | «Виття»                                      | Чо Сан Гіль                 |
| 2012 | «Одноденна поїздка» (короткометражний фільм) |                             |
| 2013 | «Крізь сніг»                                 | Намгун Мін Су               |
| 2013 | «Чтець лиць»                                 | Не Гьон                     |
| 2013 | «Адвокат»                                    | Сон У Сок                   |
| 2015 | «Садо»                                       | король Йонджо               |
| 2016 | «Секретний агент»                            | Лі Чон Чхуль                |
| 2017 | Таксист                                      | Кім Ман Соп                 |
| 2018 | «Король наркотиків»                          | Лі Ду Сам                   |
| 2019 | «Паразити»                                   | Кім Гі Тхек                 |
| 2022 | «Брокер»                                     | Сан Хьон                    |
| 2022 | «Надзвичайна декларація»                     | Ку Ін Хо                    |
| 2023 | «Одна перемога»                              | Кім У Чжін                  |

## Нагороди
| Рік  | Нагорода                                       | Категорія                  | Робота                                       | Результат | Прим.         |
| ---- | ---------------------------------------------- | -------------------------- | -------------------------------------------- | --------- | ------------- |
| 1997 | 35-та Кінопремія Великий дзвін                 | Кращий новий актор         | «Номер 3»                                    | Перемога  |               |
| 1997 | 35-та Кінопремія Великий дзвін                 | Кращий актор другого плану | «Номер 3»                                    | Номінація |               |
| 1997 | 18-та Кінопремія Блакитний дракон              | Кращий новий актор         | «Номер 3»                                    | Перемога  |               |
| 1997 | 18-та Кінопремія Блакитний дракон              | Кращий актор другого плану | «Номер 3»                                    | Номінація |               |
| 1998 | 18-та Премія Корейської асоціації кінокритиків | Кращий актор               | «Тиха Родина»                                | Перемога  |               |
| 1999 | 36-та Кінопремія Великий дзвін                 | Кращий актор другого плану | «Свірі»                                      | Номінація |               |
| 2000 | 5-та Кінопремія жіночої аудиторії              | Кращий актор               | «Королівський фол»                           | Перемога  |               |
| 2000 | 5-та Кінопремія Cine 21                        | Актор року                 | «Королівський фол», «Об'єднана зона безпеки» | Перемога  |               |
| 2000 | 3-тя Режисерська премія                        | Кращий актор               | «Об'єднана зона безпеки»                     | Перемога  |               |
| 2000 | 21-ша Кінопремія Блакитний дракон              | Кращий актор               | «Об'єднана зона безпеки»                     | Номінація |               |
| 2000 | 1-ша Премія Пусанських кінокритиків            | Кращий актор               | «Об'єднана зона безпеки»                     | Перемога  |               |
| 2001 | 38-ма Кінопремія Великий дзвін                 | Кращий актор               | «Об'єднана зона безпеки»                     | Перемога  |               |
| 2001 | 37-ма Премія мистецтв Пексан                   | Кращий актор               | «Об'єднана зона безпеки»                     | Номінація |               |
| 2001 | 37-ма Премія мистецтв Пексан                   | Найпопулярніший кіноактор  | «Об'єднана зона безпеки»                     | Перемога  |               |
| 2001 | Довільский фестиваль азійського кіно           | Кращий актор               | «Об'єднана зона безпеки»                     | Перемога  |               |
| 2002 | 23-тя Кінопремія Блакитний дракон              | Кращий актор               | «Співчуття панові Помсті»                    | Номінація |               |
| 2002 | 1-ша Корейська кінопремія                      | Кращий актор               | «Співчуття панові Помсті»                    | Номінація |               |
| 2003 | 6-та Режисерська премія                        | Кращий актор               | «Спогади про вбивство»                       | Перемога  |               |
| 2003 | 40-а Кінопремія Великий дзвін                  | Кращий актор               | «Спогади про вбивство»                       | Перемога  |               |
| 2003 | 40-а Кінопремія Великий дзвін                  | Netizen's нагорода         | «Спогади про вбивство»                       | Перемога  |               |
| 2003 | 2-га Корейська кінопремія                      | Кращий актор               | «Спогади про вбивство»                       | Перемога  |               |
| 2003 | 11-та Кінопремія Чунса                         | Кращий актор               | «Спогади про вбивство»                       | Перемога  |               |
| 2003 | 23-тя Премія Корейської асоціації кінокритиків | Кращий актор               | «Спогади про вбивство»                       | Перемога  |               |
| 2003 | 24-та Кінопремія Блакитний дракон              | Кращий актор               | «Спогади про вбивство»                       | Номінація |               |
| 2003 | 8-ма Кінопремія Cine 21                        | Актор року                 | «Спогади про вбивство»                       | Перемога  |               |
| 2003 | 2-га Щорічна премія Вибір аудиторії CGV        | Кращий актор               | «Спогади про вбивство»                       | Перемога  |               |
| 2004 | 1-ша Премія Max Movie                          | Кращий актор               | «Спогади про вбивство»                       | Номінація |               |
| 2004 | 25-та Кінопремія Блакитний дракон              | Кращий актор               | «Президентський перукар»                     | Номінація |               |
| 2006 | 9-та Режисерська премія                        | Кращий актор               | «Вторгнення динозавра»                       | Перемога  | [ 11 ]        |
| 2006 | 27-ма Кінопремія Блакитний дракон              | Кращий актор               | «Вторгнення динозавра»                       | Номінація |               |
| 2006 | 11-та Кінопремія Cine 21                       | Актор року                 | «Вторгнення динозавра»                       | Перемога  |               |
| 2007 | 44-та Кінопремія Великий дзвін                 | Кращий актор               | «Вторгнення динозавра»                       | Номінація |               |
| 2007 | 1-ша Азійська кінопремія                       | Кращий актор               | «Вторгнення динозавра»                       | Перемога  | [ 12 ]        |
| 2007 | 4-та Премія Max Movie                          | Кращий актор               | «Вторгнення динозавра»                       | Номінація |               |
| 2007 | 10-та Режисерська премія                       | Кращий актор               | «Таємниче сяйво»                             | Перемога  |               |
| 2007 | 6-та Корейська кінопремія                      | Кращий актор               | «Таємниче сяйво»                             | Перемога  |               |
| 2007 | Монреальський кінофестиваль Фантазія           | Кращий актор               | «Шоу має тривати»                            | Перемога  |               |
| 2007 | 28-ма Кінопремія Блакитний дракон              | Кращий актор               | «Шоу має тривати»                            | Перемога  | [ 13 ]        |
| 2007 | 8-ма Премія Пусанських кінокритиків            | Кращий актор               | «Шоу має тривати»                            | Перемога  |               |
| 2007 | 27-ма Премія Корейської асоціації кінокритиків | Кращий актор               | «Шоу має тривати»                            | Перемога  |               |
| 2007 | 12-та Кінопремія Cine 21                       | Актор року                 | «Шоу має тривати», «Таємниче сяйво»          | Перемога  |               |
| 2008 | 45-та Кінопремія Великий дзвін                 | Кращий актор               | «Таємниче сяйво»                             | Номінація |               |
| 2008 | 7-ма Корейська кінопремія                      | Кращий актор               | «Хороший, Поганий, Дивний»                   | Номінація |               |
| 2008 | 29-та Кінопремія Блакитний дракон              | Кращий актор               | «Хороший, Поганий, Дивний»                   | Номінація |               |
| 2009 | 17-та Кінопремія Чунса                         | Кращий актор               | «Спрага»                                     | Перемога  |               |
| 2009 | 30-та Кінопремія Блакитний дракон              | Кращий актор               | «Спрага»                                     | Номінація |               |
| 2010 | 1-ша Кінопремія KOFRA                          | Кращий актор               | «Спрага»                                     | Перемога  | [ 14 ]        |
| 2010 | 7-ма Премія Max Movie                          | Кращий актор               | «Спрага»                                     | Номінація |               |
| 2010 | 47-ма Кінопремія Великий дзвін                 | Кращий актор               | «Таємне возз'єднання»                        | Номінація |               |
| 2011 | 8-ма Премія Max Movie                          | Кращий актор               | «Таємне возз'єднання»                        | Номінація |               |
| 2013 | 33-тя Премія Корейської асоціації кінокритиків | Кращий актор               | «Читач облич»                                | Перемога  |               |
| 2013 | 50-а Кінопремія Великий дзвін                  | Кращий актор               | «Читач облич»                                | Перемога  | [ 15 ]        |
| 2013 | 34-та Кінопремія Блакитний дракон              | Кращий актор               | «Читач облич»                                | Номінація |               |
| 2014 | 50-та Премія мистецтв Пексан                   | Кращий кіноактор           | «Адвокат»                                    | Номінація | [ 16 ]        |
| 2014 | 50-та Премія мистецтв Пексан                   | Великий приз (Тесан)       | «Адвокат»                                    | Перемога  | [ 16 ]        |
| 2014 | 9-та Премія Max Movie                          | Кращий актор               | «Адвокат»                                    | Перемога  |               |
| 2014 | 14-та Режисерська премія                       | Кращий актор               | «Адвокат»                                    | Перемога  |               |
| 2014 | 5-та Кінопремія KOFRA                          | Кращий актор               | «Адвокат»                                    | Перемога  |               |
| 2014 | 23-тя Кінопремія Буїль                         | Кращий актор               | «Адвокат»                                    | Перемога  | [ 17 ]        |
| 2014 | 19-та Кінопремія Чунса                         | Кращий актор               | «Адвокат»                                    | Перемога  | [ 18 ]        |
| 2014 | 51-а Кінопремія Великий дзвін                  | Кращий актор               | «Адвокат»                                    | Номінація |               |
| 2014 | 35-та Кінопремія Блакитний дракон              | Кращий актор               | «Адвокат»                                    | Перемога  | [ 19 ]        |
| 2015 | 36-та Кінопремія Блакитний дракон              | Кращий актор               | «Садо»                                       | Номінація |               |
| 2016 | 52-га Премія мистецтв Пексан                   | Кращий кіноактор           | «Садо»                                       | Номінація |               |
| 2016 | 53-а Кінопремія Великий дзвін                  | Кращий актор               | «Секретний агент»                            | Номінація |               |
| 2016 | 37-ма Кінопремія Блакитний дракон              | Кращий актор               | «Секретний агент»                            | Номінація |               |
| 2017 | 53-тя Премія мистецтв Пексан                   | Кращий кіноактор           | «Секретний агент»                            | Перемога  | [ 20 ]        |
| 2017 | 22-га Кінопремія Чунса                         | Кращий актор               | «Секретний агент»                            | Номінація |               |
| 2017 | 8-та Кінопремія KOFRA                          | Кращий актор               | «Секретний агент»                            | Перемога  | [ 21 ]        |
| 2017 | 26-та Кінопремія Буїль                         | Кращий актор               | «Таксист»                                    | Перемога  | [ 22 ]        |
| 2017 | 54-та Кінопремія Великий дзвін                 | Кращий актор               | «Таксист»                                    | Номінація |               |
| 2017 | 38-ма Кінопремія Блакитний дракон              | Кращий актор               | «Таксист»                                    | Перемога  | [ 23 ]        |
| 2018 | 54-та Премія мистецтв Пексан                   | Кращий кіноактор           | «Таксист»                                    | Номінація | [ 24 ] [ 25 ] |
| 2018 | 54-та Премія мистецтв Пексан                   | Великий приз (Тесан)       | «Таксист»                                    | Номінація | [ 26 ]        |
| 2018 | 23-тя Кінопремія Чунса                         | Кращий актор               | «Таксист»                                    | Номінація |               |
| 2019 | 24-та Кінопремія Чунса                         | Кращий актор               | «Паразити»                                   | Номінація |               |
| 2019 | 19-та Режисерська премія                       | Кращий актор               | «Паразити»                                   | Перемога  |               |
| 2019 | 40-а Кінопремія Блакитний дракон               | Кращий актор               | «Паразити»                                   | Номінація |               |
| 2022 | Каннський кінофестиваль 2022                   | Найкращий актор            | «Брокер»                                     | Перемога  | [ 27 ]        |